# Paul Lauters
Paul Lauters (Brussel, 16 juli 1806 – Elsene, 12 november 1875) was een Belgisch kunstschilder en lithograaf. Hij was ook een van de initiatiefnemers van de Cercle Artistique et Littéraire.

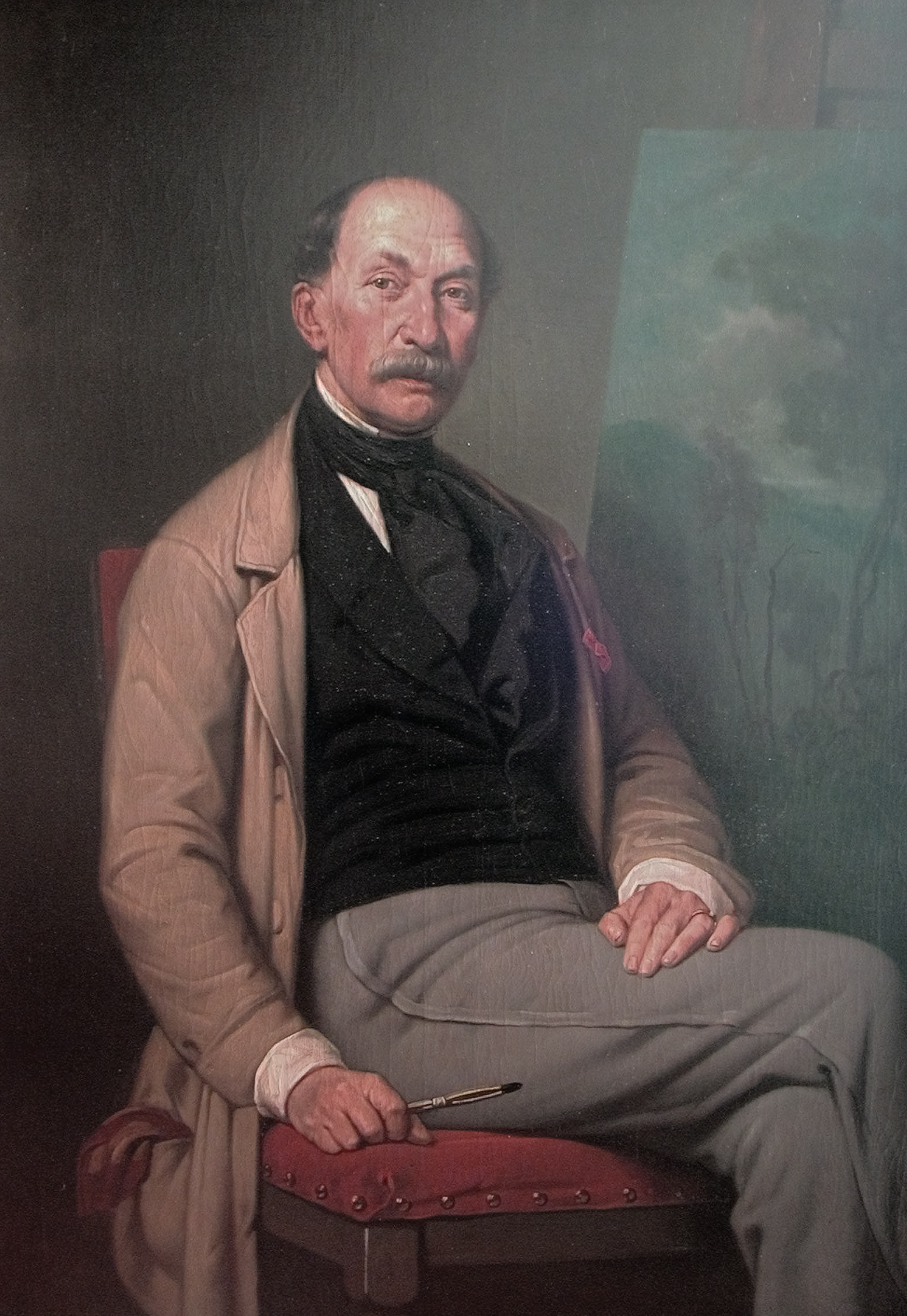
Portret van Paul Lauters door André Hennebicq

## Levensloop

### Opleiding
Paul Lauters werd opgeleid aan de Brusselse Kunstacademie van 1820 tot 1825.
Hij volgde eerst de cursus 'perspectief' tijdens het academiejaar 1820-21. Vervolgens woonde hij gedurende drie jaar (van 1823 tot 1825) de cursus 'tekenen naar antieke figuur' bij. In 1824 werd hij 4de in de wedstrijd.

### Lithografisch tekenaar en docent tekenen voor druktechnieken
Daaropvolgend was hij als tekenaar werkzaam in de steendrukkerijen Goubau en Dewasne-Pletinckx.  Hij leverde daar ontzaglijke hoeveelheden illustraties voor die lithografisch gedrukt werden : afzonderlijke prenten, prenten in albumverband of in series, illustraties voor boeken, tijdschriften, enz. Veel van die prenten waren topografisch en toonden landschappen, dorpen en steden uit België.

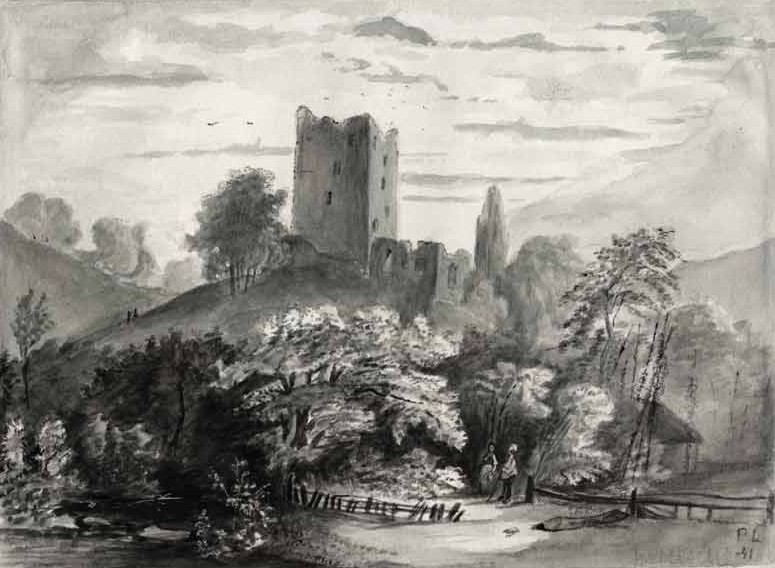
De ruïnes van het kasteel van Poulseur (1841)

Sedert 1836 stelde hij zijn talent en grafisch-technisch métier ook in dienst van het onderricht, eerst aan de Brusselse École de Gravure, die in 1848 met de Academie samensmolt, zodat hij van dan af aan deze instelling titularis was voor het vak 'tekenen voor gravure'. Hij bleef leraar tot in 1875 en werd in zijn ambt opgevolgd door Joseph Quinaux.

### Kunstschilder
Als kunstschilder creëerde hij voornamelijk romantische landschappen (o.a. gemaakt in de omgeving van Genk) en taferelen met figuren.

### Situering
Samen met Adrien Canelle, Jean Baptiste Madou, Joseph Schubert, Théodore Fourmois, Joseph Hoolans en François Stroobant was Lauters een van de grote artistieke lithografen in het België van de eerste helft van de 19de eeuw.
Er is een straat naar hem vernoemd in Elsene.

## Musea
- Brussel, Prentenkabinet
- Oostende, Mu.ZEE

## Trivia
- Er is een straat naar hem vernoemd in Elsene (sedert 1889)

- Bibliothèque nationale de France: cb14062040p (data)
- Stuttgart Database of Scientific Illustrators 1450–1950: 2858
- Gemeinsame Normdatei: 174320183
- International Standard Name Identifier: 0000 0000 7778 5660
- Library of Congress Control Number: n88295500
- Nationale Bibliotheek van Israël: 987007509753805171
- Nederlandse Thesaurus van Auteursnamen: 089267532
- RKD-Nederlands Instituut voor Kunstgeschiedenis: 48375
- Istituto Centrale per il Catalogo Unico: VEAV451432
- Union List of Artist Names: 500048418
- Virtual International Authority File: 2675109
- WorldCat: E39PBJp66qrdCCDY9qjqyB4jG3